# Дінслакен
Дінслакен (нім. Dinslaken) — місто в Німеччині, знаходиться в землі Північний Рейн-Вестфалія. Підпорядковується адміністративному округу Дюссельдорф. Входить до складу району Везель.
Площа — 47,67 км2. Населення становить 67 338 ос. (станом на 31 грудня 2020).

## Географії

### Сусідні міста та громади
Дінслакен межує з 6 містами / громадами:
- Гюнксе
- Боттроп
- Обергаузен
- Дуйсбург
- Рейнберг
- Ферде

## Галерея

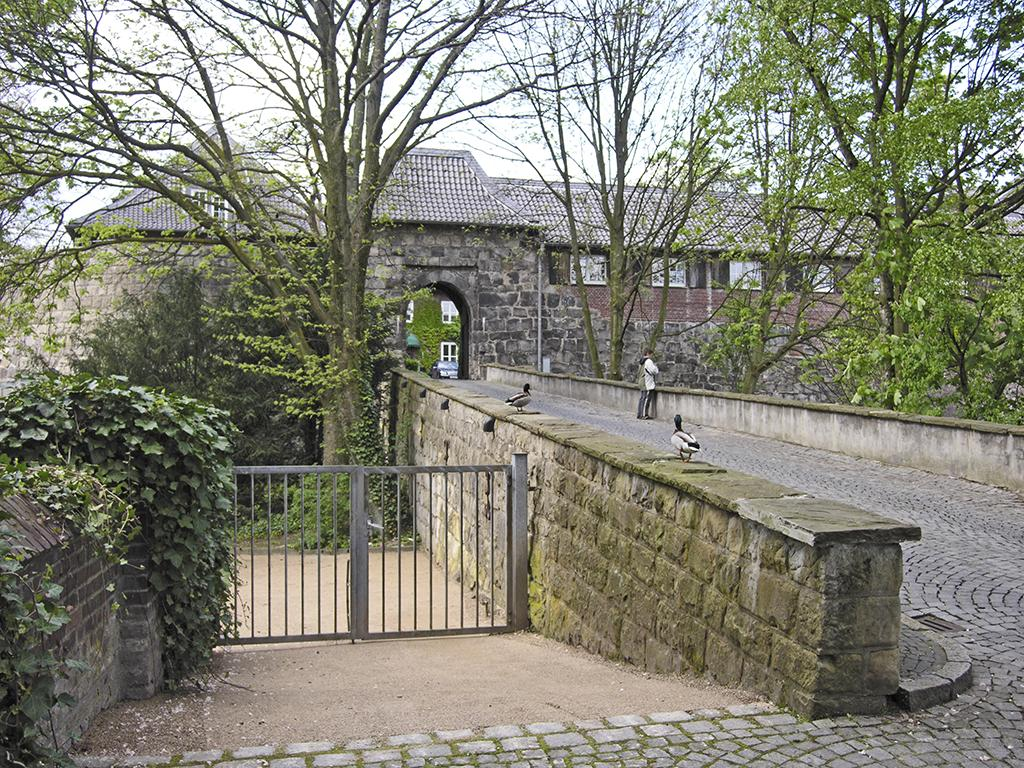
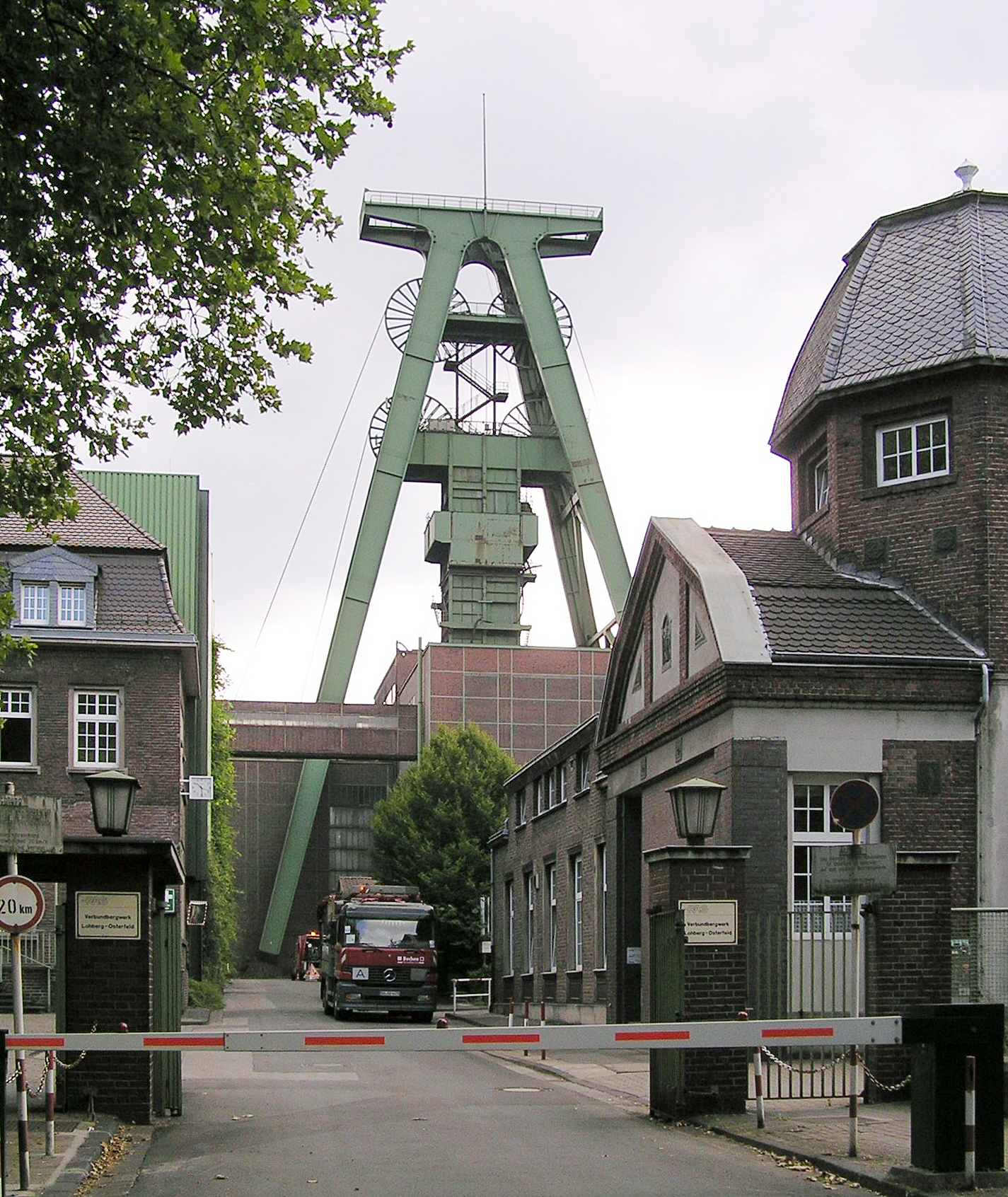
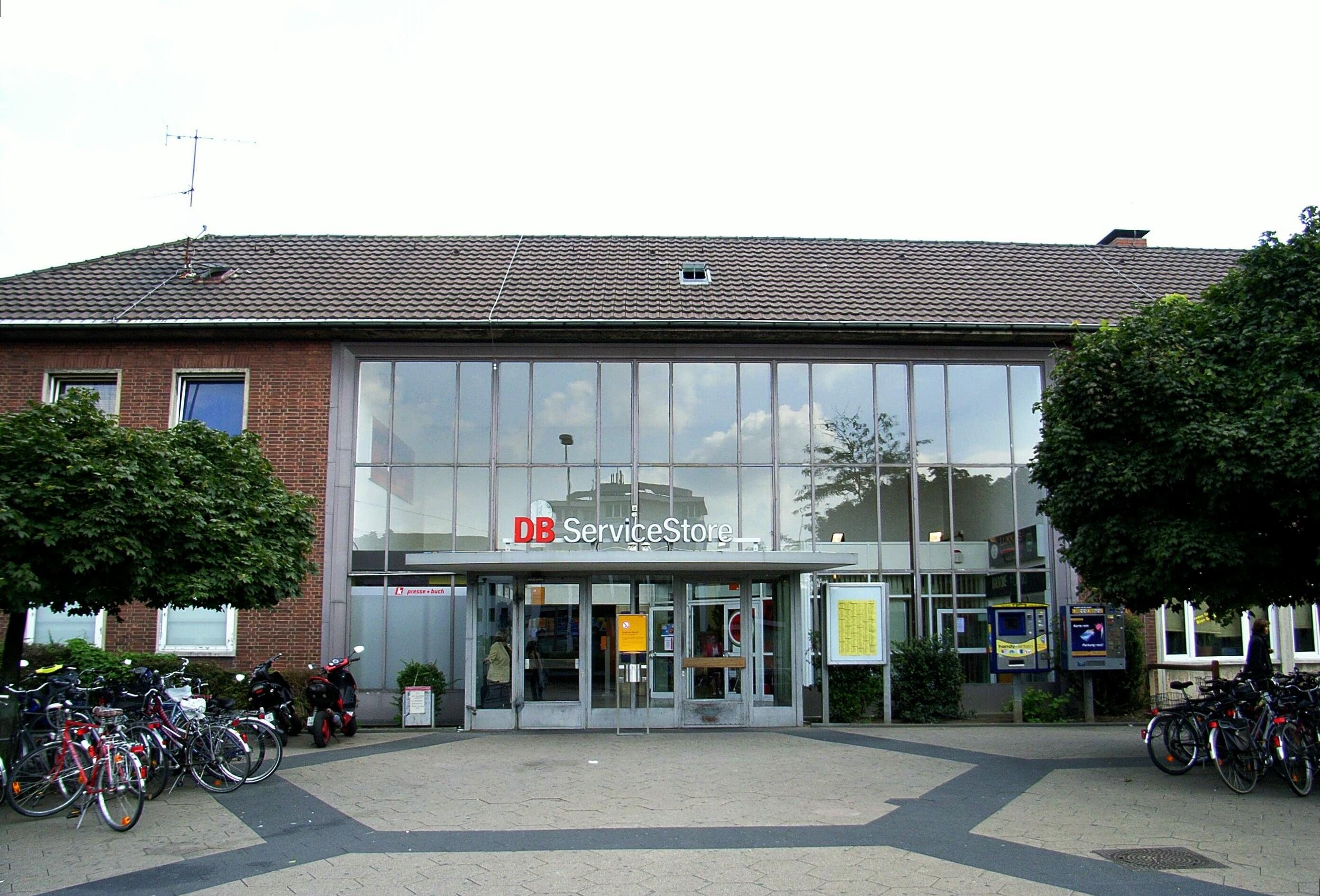
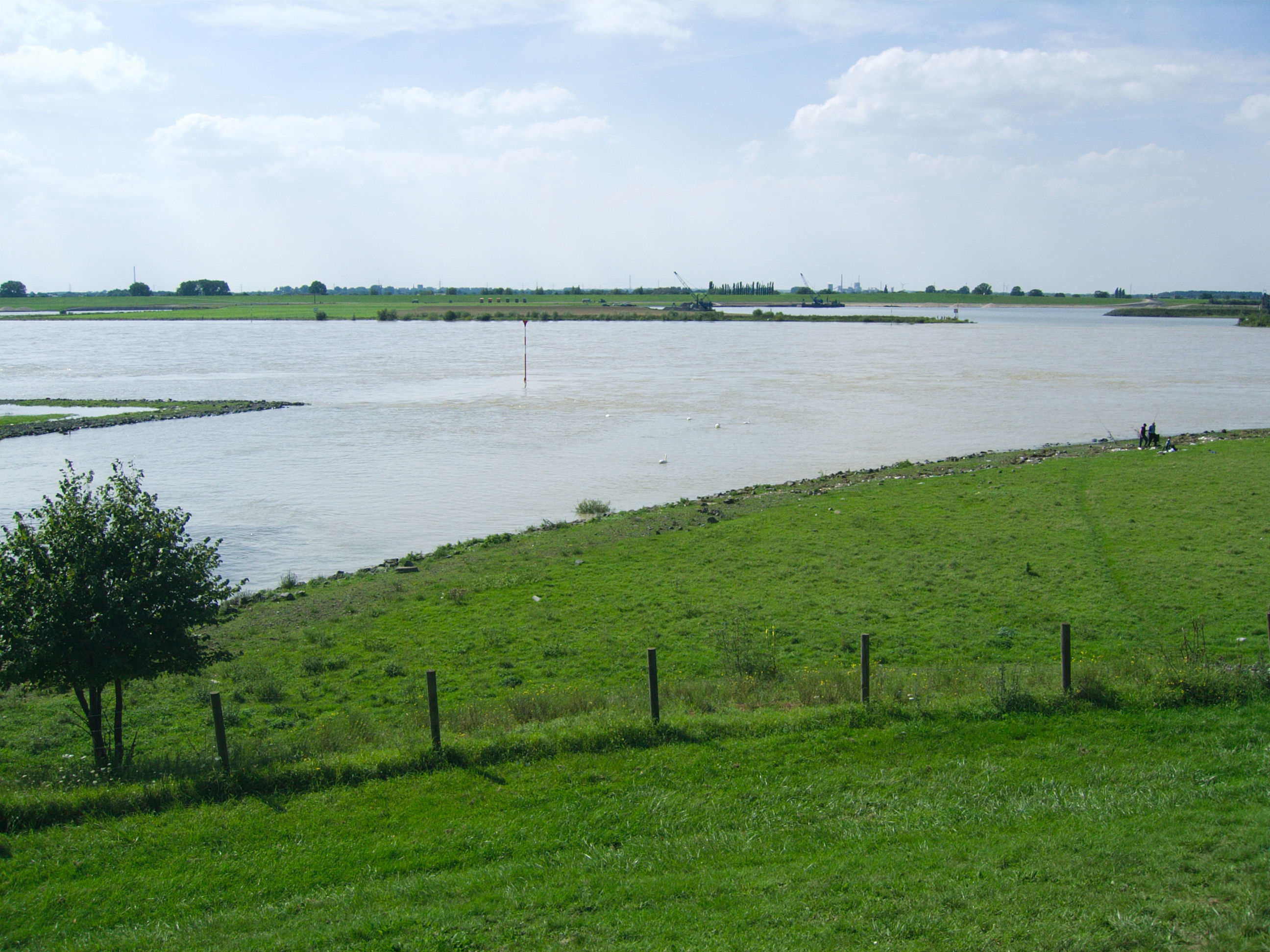
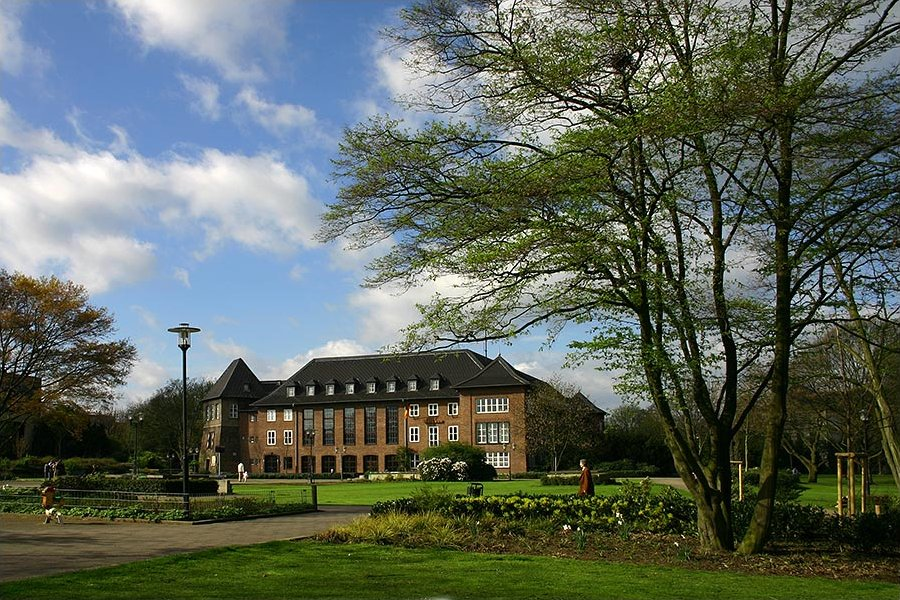
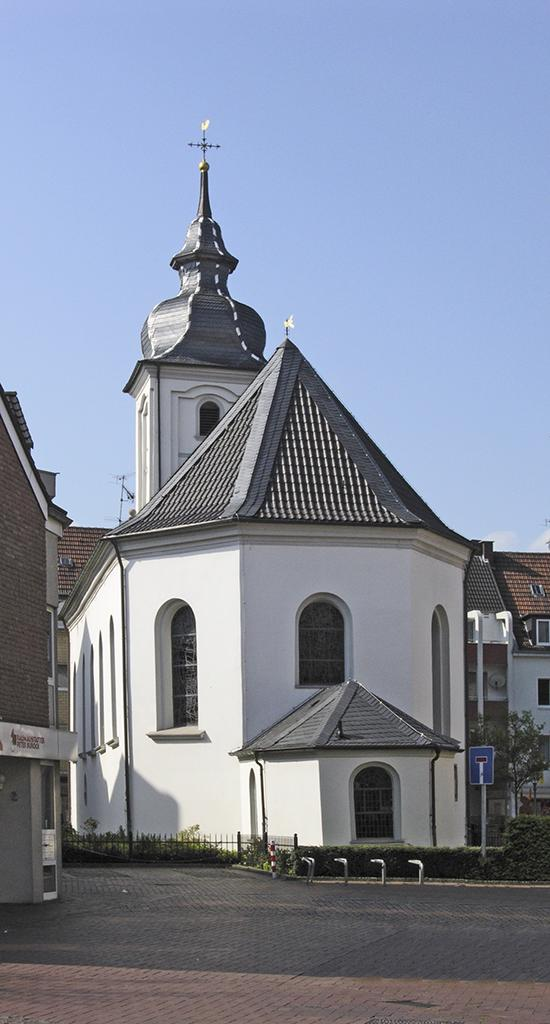

### Адміністративний поділ
Місто  складається з 8 районів:
- Еппінгофен
- Гісфельд
- Інненштадт
- Лоберг
- Оберлоберг
- Брух
- Афербрух
- Гагенбецирк